# José Alberto Cevasco
José Alberto Cevasco war ein argentinischer Fußballspieler, der vorwiegend im Mittelfeld eingesetzt wurde, und -trainer.

## Leben

### Spieler
Cevasco wurde unmittelbar nach Einführung der mexikanischen Profiliga zur Saison 1943/44 von der Unión Deportiva Moctezuma verpflichtet.
Die folgenden vier Spielzeiten verbrachte Cevasco beim Club Deportivo Marte, in dessen Reihen er auch seine aktive Laufbahn beendete.
In der Saison 1945/46 erzielte Cevasco für den Club Deportivo Marte zwei Tore in der Punktspielrunde der mexikanischen Liga.

### Trainer
Unmittelbar nach dem Ende seiner aktiven Laufbahn erhielt Cevasco einen Vertrag als Trainer der guatemaltekischen Fußballnationalmannschaft.
Zwischen 1957 und 1959 trainierte er den salvadorianischen Erstligisten Club Deportivo FAS, mit dem er in der Saison 1957/58 die salvadorianische Fußballmeisterschaft gewann.
Anschließend übernahm Cevasco noch einmal die Verantwortung für die Fußballnationalmannschaft Guatemalas.